# Цачо Колев
Цачо Николов Колев е деец на БКП.

## Биография
Роден е на 4 февруари 1911 г. в село Долно Павликени, Ловешко (дн.сГоран) Роднина по майчина линия на партизанина Иван Кунчев и ятака Вълчо Кунчев. Работи като шивашки чирак в Ловеч. Член на РМС (1930) и БРП (к).
Активен участник в политическите борби в Ловешко, Плевенско, Софийско и Русенско. Среща се и работи с Лазар Станев, Коста Златарев, Христо Кърпачев, Съби Димитров и Сава Гановски.
Участва в Съпротивителното движение по време на Втората световна война. През лятото на 1941 г. е първият нелегален в Ловешко след опит за полицейски арест. След един месец е арестуван и въдворен в концлагера Кръстополе. След освобождаване е арестуван многократно.
След 9 септември 1944 г. работи в системата на МВР. Автор на мемоарната книгат „Труден път“, Партиздат, С., 1986.